# Villa Oliva
Villa Oliva é uma cidade do Paraguai, Departamento Ñeembucú.

## Transporte
O município de Villa Oliva é servido pelas seguintes rodovias:
- Caminho em terra ligando a cidade ao município de San Juan Bautista del Ñeembucú
- Caminho em pavimento ligando a cidade ao município de Villeta (Departamento Central)[1][2][3]